# Mona Gustafsson
Mona Agneta Marianne Gustafsson, Mona G, född 9 augusti 1956 i Halmstad, är en svensk country- och tidigare dansbandssångerska, gitarrist och låtskrivare. Hon sjöng tidigare med Leif Bloms, men då det dansbandet lades ned den 31 december 1995 bildade hon 1996 ett annat dansband, Mona G:s orkester, som upphörde i januari 2009 , då hon gick över till att sjunga country. Hon blev nominerad till "årets sångerska 2006" i P4 och tidningen Får jag lovs omröstning till Guldklaven.
Mona Gustafsson inledde dansbandssjungandet som 15-årig flicka i dansbandet Lill-Nickes från Halmstad när dessa bildades den 1 maj Musikåret 1972. Övriga var hennes far Kurt Gustafsson, 44 år, Sven-Arne Olofsson, 21 år, och kapellmästaren Dan Larsson, 17 år. Första spelningen gjorde de i Värnamo den 14 juni 1972.
Men Mona påbörjade sin karriär några år tidigare genom att medverka i en Talangjakt på Halmstad Folkets hus våren 1970.
Efter några år bildade Mona Gustafssons far eget dansband med namnet Curt Jürgens, som hon började sjunga med.
I början av 1980-talet flyttade hon till Växjö och 1981 började hon med Leif Bloms, när de tre bröderna Leif, Gert och Åke Blom drog sig tillbaka den 31 december 1995 startade Mona Gustafsson dansband i eget namn 1996.
Som låtskrivare skriver hon musik både till sig själv och till andra, och bland de mest kända låtarna finns bland annat "Dej ska jag älska all min tid", som segrade i Hänts meloditävling, 1992 när hon sjöng den med Leif Bloms. Detta tillfälle blev historiskt i den numera nedlagda tävlingen, då det var enda gången som vinnarlåten sjöngs och skrevs av samma person. Hon har skrivit över 100 låtar, förutom till sig själv har hon skrivit låtar som spelats in av bland andra Thorleifs, Curt Haagers, Kikki Danielsson och Sandins. Låten "Så länge mina ögon ser" spelades ursprungligen in av Thorleifs 1987 på albumet Till Folkets park, spelades sedan in av Mona G:s orkester och släpptes som radiosingel 2007. Andra låtar hon skrivit har även spelats in som covertolkningar av andra.
Hennes låtar kännetecknas oftast av lugna balladliknande melodier med texter på svenska om kärlek, längtan och saknad. 
Våren 2020 firade hon 50-årsjubileum som artist, men fick ställa in jubileet på grund av Coronapandemin.

## Diskografi

### Soloalbum
- Mona - 1977
- Countrypärlor - 2010
- Countrypärlor 2 - 2012
- Mona Gustafsson - 2013
- Mina favoriter - 2015
- Den bästa tiden i mitt liv - 2017
- Då var himlen lite närmre - 2020
- Bara stjärnorna följer min väg - 2022

### Solosinglar
- "På väg hem/Res i fantasin" - 1974
- "Georgio/Kär som på lek" - 1980
- "På väg hemifrån/Kär som på lek" (radiosingel) - 1980
- "Countrygirl" - 2009
- "En liten bit av mitt hjärta" - 2010
- "Together Again" - 2010
- "Som ljuset på min jord" - 2011
- "Jag glömmer ej, men jag går vidare" - 2014
- "Jag ser livet gå förbi" - 2015

### Album med Curt Jürgens
- Stunder av lycka - 1976
- Smögens vals - 1978
- En stund till - 1979

### Singlar med Leif Bloms
- "Släng dig i väggen/Om du stannar kvar" - 1988
- "Ännu en gång/Finns det tro, finns det hopp" - 1990
- "Jag vill ha dig för mig själv/En enda vår" - 1990
- "Jag sjunger för dig/när jag kysste lärarn" - 1991
- "Stopp stanna upp/Varför (lät jag dig gå)/Tid att förstå" - 1991
- "Dig ska jag älska all min tid/Öppna ett fönster/Ensam med dig" - 1992
- "Det bästa som hänt/Det finns ingenting att hämta/Om du ser i mina ögon" - 1993
- "En ring av guld/Om du ser i mina ögon" - 1994

### Album med Leif Bloms
- Håll dej kvar - 1981
- Jubileumsalbum 25 år - 1983
- Som en saga - 1984
- Alltid på väg - 1986
- Härligt ljusblå ögon - 1988
- Årets skiftningar - 1990
- Vilken underbar värld - 1992
- Dej ska jag älska all min tid - 1993

### Samlingsalbum med Leif Bloms
- Bara för en stund
- Det bästa som hänt
- En ring av guld
- 20 bästa med Leif Bloms
- Det bästa med Leif Bloms "Nu och för alltid" 1988-1994

### Album med Mona G:s orkester
- Många vackra stunder - 2001
- Du finns alltid i mitt hjärta - 2006

### Singlar med Mona G:s orkester
- "Lite av din tid lite av din kärlek/Ung blåögd och blyg" - 1996
- "Med dig är himlen alltid blå/Vägen hem till dig" - 1996
- "La Romantica" - 1998
- "Vid älvens strand" - 1998
- "Aldrig nån som du" - 1999
- "Jag hörde änglarna sjunga" - 1999
- "Bortom natten finns en dag" - 2001
- "Ditt liv är nu" - 2002
- "Trivselvarning special" - 2002
- "Om så himlen faller ner" - 2003
- "Vem ska älska dig som jag" - 2004
- "Om du tror att jag glömt" - 2004
- "Jag ska inte räkna tårarna" - 2005
- "Vem kan älska dig som jag"/"Jag ska inte räkna tårarna" - 2005
- "Du finns alltid i mitt hjärta" - 2006
- "Inte en dag utan dig (i mina tankar) (radiosingel ) - 2006
- "Så länge mina ögon ser" (radiosingel) - 2007
- "Hur kan du tro att jag ska glömma" - 2008

### Sololivesinglar
- "Undercover Lovers/Somebody Else Will/Someday are Diamonds, Someday.../Rosegarden" - 2009

### Video med Mona G:s orkester
- "La Romantica" - 1998

### Melodier på Svensktoppen med Leif Bloms
- "Alltid på väg" - Ej in på listan, 11:e plats 1988
- "Bara för en stund" - Ej in på listan, 11:e plats 1988
- "Jag sjunger för dig" - Ej in på listan, 14:e plats 1991
- "Ännu en gång" - Ej in på listan, 14:e plats 1990
- "Dig ska jag älska all min tid" - Ej in på listan, 12:e plats 1992
- "Nu och för alltid" - 2 veckor på listan, som bäst 8:e plats 1993
- "Det bästa som hänt" - 3 veckor på listan, som bäst 6:e plats 1993
- "En ring av guld" - 6 veckor på listan, som bäst 3:e plats 1994

### Melodier på Svensktoppen med Mona G:s orkester
- "Med dig är himlen alltid blå" - 1996
- "Aldrig nå'n som du" - 1999
- "Jag hörde änglarna sjunga" - 1999

### Missade Svensktoppens lista med Mona G:s orkester
- "La Romantica" - 1998

## Sololåtar på Svensktoppen
- "En vanlig lördagskväll" - 1978[7]
- "Georgio" - 1980[8]

### Fotnoter
1. ↑  Dansbandsbloggen 16 oktober 2008 - Mona G:s splittras
2. ↑  Mona G:s orkester 5 januari 2009 - Lägesrapport
3. ↑  ”Mona G firar 50 år” (på svenska). VXO Week. 16 mars 2020. https://www.vxoweek.se/article/mona-g-firar-50-ar/. Läst 25 september 2021.
4. ↑  Gunilla Ginström (30 januari 2015). ”Mona G fortfarande på G” (på svenska). Yle. https://svenska.yle.fi/artikel/2015/01/30/mona-g-fortfarande-pa-g. Läst 30 maj 2017.
5. ↑  Danasbandsdax.se 19 oktober 2007 - Mona G hör änglarna sjunga[död länk]
6. ↑  ”Sångerskan Mona Gustafsson firar 50 år som artist” (på svenska). Sveriges Radio. 25 mars 2020. https://sverigesradio.se/artikel/7437796. Läst 25 september 2021.
7. ↑  Svensktoppen 1978
8. ↑  Svensktoppen 1980